# Ipomoea violacea
Ipomoea violacea, conocida como gloria de la mañana es una especie que pertenece a la familia de las Convolvuláceas. Procede principalmente de Norteamérica -en especial de la zona de México- y de Centroamérica. Se ha naturalizado en todos los países tropicales. Ha sido introducida en Europa como ornamental.  
El género Ipomoea comprende entre 600-700 especies. Las que se encuentran suelen ser cultivadas, básicamente como ornamentales, y en algunos casos naturalizadas y convertidas en auténticas plantas invasoras de campos de cultivo y jardines.

## Descripción
I. violacea una herbácea perenne, aunque cultivada como anual (Otero, 2001), trepadora hasta los 4 m de altura, de crecimiento rápido, con tallos gráciles, finos, volubles, ramosos en su parte superior, semileñosos en la base. Posee hojas ovales (con dos lóbulos) o acorazonadas, de 7-16 cm de largo, alternas, verdes. Todas las partes contienen un látex blanco pegajoso (Carrington, 1993). Pedicelos glabros o con fina pilosidad. 
Sus flores son grandes de 4-6 cm de ancho, vistosas, infundibiliformes, de simetría radial, en forma de "campanilla" , que crecen en racimos pedunculados que parten de las axilas de las hojas, de 1-4 elementos; corola inicialmente de color blanco durante la prefloración -que es contorta- luego azules o púrpuras con la parte estrecha de color blanco, con márgenes escariosos (de apariencia membranosa o seca). 5 sépalos libres persistentes, con ápices agudos o acuminados. Un estilo más largo que los estambres, terminado en 2 estigmas globosos. Ovario súpero. 5 estambres soldados a la corola, no sobresalen. 
Fruto en cápsula dehiscente, con 4 valvas para liberar sus 4 semillas. Estas son ovaladas, con dos caras planas y una convexa, de color negro.

## Historia taxonómica
Algunos autores no distinguen esta especie de Ipomoea tricolor. Por otro lado, hay escritos que lo dan como sinónimo de Ipomoea purpurea (BOE, 6 de febrero de 2004). Algunas publicaciones tratan a las tres como especies diferentes (Austin & Huáman 1996), situándolas en tres subgéneros separados:
- Ipomoea violacea dentro del subgénero Erpipomoea Choisy
- Ipomoea tricolor dentro del subgénero Quamoclit (Moench) Clarke; sección Tricolor.
- Ipomoea purpurea dentro del subgénero Ipomoea; sección Pharbitis (Choisy) Griseb.; serie Pharbitis (Choisy) D.F.Austin

Actualmente se tiende a considerar que Ipomoea violacea e Ipomoea tricolor son realmente sinónimos de la misma especie (House, H.D. 1908; Wagner, Hildebert 1988; Wiersema & Wiersema, 1999), si bien parece más exacto pensar en Ipomoea violacea incluida en el taxón Ipomoea tricolor (Burrows & Tyrl 2001).
Dentro de esta familia destaca, desde un punto de vista taxonómico, la presencia de alcaloides del cornezuelo del centeno, pues se considera un hecho aislado dentro de las plantas superiores. Muchas especies de convolvuláceas pueden sintetizar alcaloides tropánicos, pirrolizidínicos, isoquinoplínicos y ergolínicos (Máñez & Giner, 2005). Los géneros más representativos son Argyreia, Ipomoea, Cuscuta, Stictocardia y Turbina.

## Nombres comunes
En castellano: ipomea, ololuihqui, semillas de la virgen, badoh negro (las semillas), gloria de la mañana (hace referencia a que por la noche se cierran las flores), churristate (Costa Rica), Suspiro (Chile y Argentina)

## Etnobotánica
Su primera mención data de 1651, de los escritos de Francisco Hernández de Toledo, el médico personal del Rey de España que pasó varios años en México estudiando las plantas medicinales que utilizaban los indígenas. En su Historia general de las cosas de Nueva España, Sahagún describe: 

"Hay una planta que llaman coatl xoxouhqui (serpiente verde). Da un grano que lleva el nombre de ololiuqui (cosa redonda). Embriaga y vuelve loco… es medicinal." (Monroy, 1996).

Existen muchas variedades de esta especie, pero solo algunas son psicoactivas. Constituyen uno de los principales alucinógenos sagrados de chinatecos, mixtecas, mazatecos, zapotecas y otros grupos indígenas de Oaxaca. El ritual moderno realizado con semillas de ololiuqui incorpora muchos elementos cristianos —los nombres de semillas de la virgen o semillas del manto de María así lo muestra—, como son invocaciones a los santos y oraciones, mezclado con creencias y ritos paganos.
Los pueblos originarios de México utilizaban y utilizan —al igual que otra de efectos similares, la Rivea corymbosa (L.) Hallier f. 1893— con el fin de sentir sus efectos alucinógenos que, según ellos, provocan grandes poderes adivinatorios, curativos y religiosos.
Generalmente el proceso es el siguiente:
- Muelen las semillas hasta conseguir un polvo muy fino. De hecho, si las semillas se ingieren enteras no dan ningún efecto tóxico, incluso si se parten (Gómez Fdez, 1998).

- Echan el polvo en un poco de agua o cualquier licor. Es preciso señalar que debe ser en frío este proceso, pues el calor destruye los principios activos (alcaloides).

- Mantienen en remojo toda la noche, filtrar bien el líquido con un paño, y beberlo (Wasson, 1964; Otero, 2001)

Esta especie crece en terrenos soleados pero con abundante agua, bien drenados. Antes de sembrar se deben dejar las semillas en remojo en agua tibia durante dos horas. Florecen a los dos meses. Se deben enterrar a una profundidad de 1 cm aproximadamente, y separadas entre ellas al menos 12 cm (Otero, 2001).

## Farmacognosia
Tabla comparativa de alcaloides en las semillas de Rivea corymbosa (L.) Hall. f. e Ipomoea violacea L. (en porcentajes) (Hofmann, 1964;Dr. Duke's Phytochemical and Ethnobotanical Databases, ver enlaces internet)
| Alcaloides                                 | Rivea corymbosa (ololiuqui, badoh) | Ipomoea violacea (badoh negro) |
| Amida de ácido D-lisérgico (ergina)        | 0.0065                             | 0.035                          |
| Amida del ácido d-isolisérgico (isoergina) | 0.0020                             | 0.005                          |
| Chanoclavina                               | 0.0005                             | 0.005                          |
| Elimoclavina                               | 0.0005                             | 0.005                          |
| Lisergol                                   | 0.0005                             | ....                           |
| Ergometrina                                | ....                               | 0.005                          |
| Alcaloides totales                         | 0.012                              | 0.06                           |

Estos alcaloides se han identificado y separado de las hojas de Ipomoea violacea por cromatografía de capa fina y con técnicas de espectrometría de masas (Weber, 1976). 
También han sido extraídos y purificados a partir de las semillas de la planta, mediante cristalización fraccionada, cromatografía en columna de óxido de aluminio o de capa fina con óxido de aluminio y sílica gel (Hofmann, 1964).

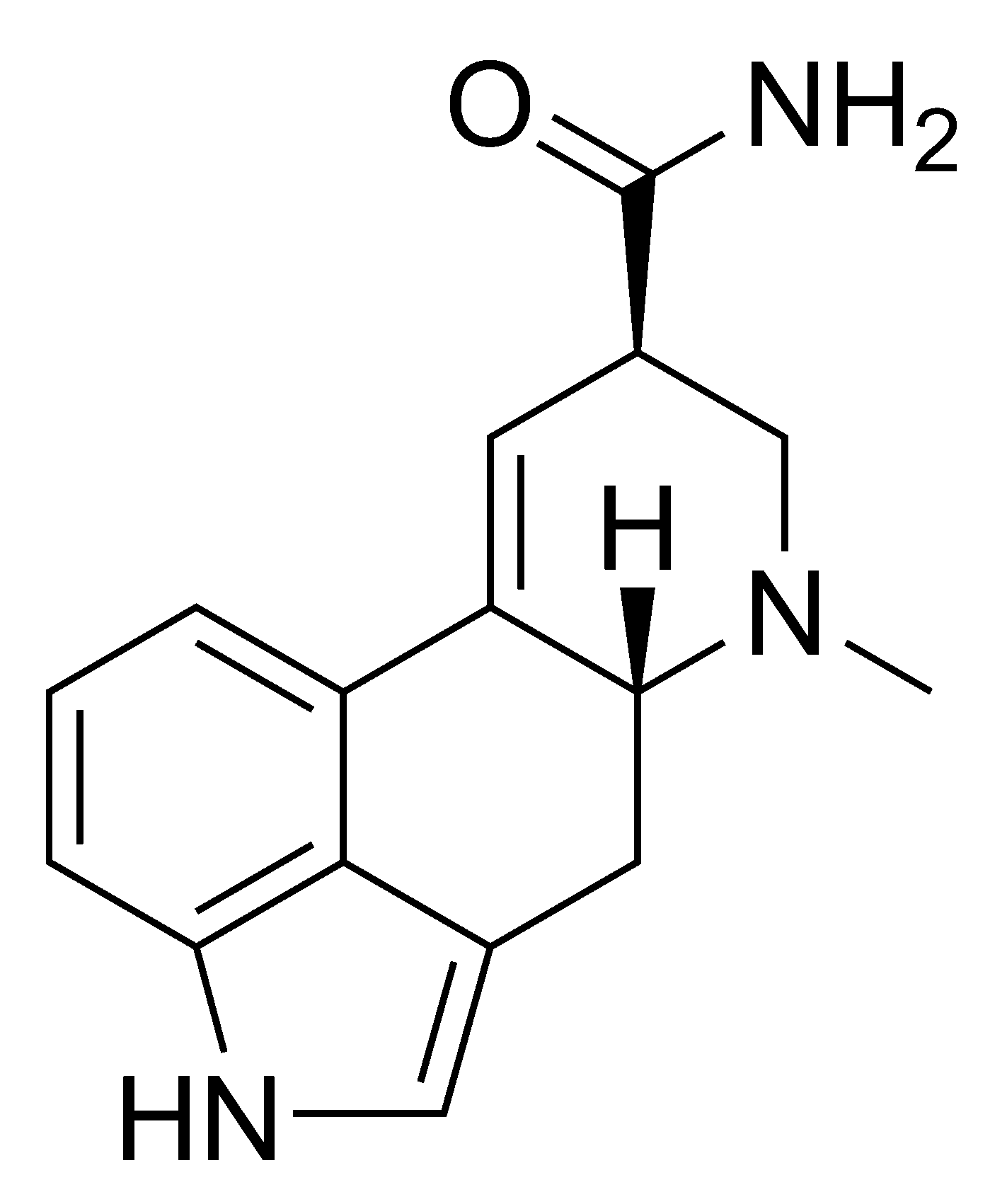
"Amida del ácido d-lisérgico(Ergina)"
"Lisergol"
"Ergometrina"

El componente principal de la mezcla de alcaloides es la amida del ácido lisérgico (ergina), obtenido por hidrólisis alcalina de alcaloides ergóticos. La riqueza en alcaloides, entre los cuales también hay ciertas clavinas (como la elimoclavina y el lisergol) oscilan entre un 0,01 y un 0,06 %.
Los alcaloides son termolábiles: calentados a 121 °C pierden un 25-40 % de actividad.
Variedades neurotóxicas de la Ipomoea violacea, como la "Pearly Gates" no sólo tienen mayor concentración de alcaloides, sino que incluso a dosis menores de éstos resultan tan tóxicas como las especies no tan activas (Burrows, 2001). Sus efectos son bastante similares al LSD puro.

## Actividad clínica y farmacológica
Los problemas más destacados son de índole neurológico. Principalmente se consumen las semillas, de efectos alucinógenos. Estos dependen de la dosis: el consumo de 20-50 semillas se consideran una dosis baja, 100 a 150 media, y 200 a 500 alta, pudiendo dar efectos realmente indeseables, incluso llegando a tentativas de suicidio (Burrows, 2001). 
La intoxicación aguda causa excitación central y disfunción motora.
Algunas fuentes describen que la dosis de semillas comienza en 7 y sus múltiplos, siendo 7 la más baja, de 12 a 13 media y de >21 fuerte. Es preciso siempre estar bien informado y en todo caso guiado por alguien de confianza y conocedor del tema antes de aventurarse. No hay datos exactos.
El efecto alucinógeno de las lisergamidas, incluida la N,N-dietil-lisergamida o LSD, semisintética, parece que está asociado al agonismo parcial del receptor 5-HT{\displaystyle _{2A}} (receptor de la serotonina que se expresa de forma muy abundante en las neuronas piramidales y GABAérgicas) y, indirectamente, a la estimulación de neuronas glutaminérgicas (Máñez & Giner, 2005).
Se han descrito episodios alucinatorios, de pánico, incoherencia en el habla, sensación de manos y pies fríos, náuseas, ganas de reír o llorar y olor fuerte corporal. 
Aunque dentro del género hay especies que pueden producir efectos tóxicos del tracto digestivo, dando cuadros de diarrea básicamente, en el caso de Ipomoea violacea no se han descrito problemas al respecto.
La ergometrina se usa como agente uterotónico y hemostático. De hecho, la ergometrina produce contracciones más rápidas que la oxitocina.
Cabe extremar las precauciones ante la posibilidad de confusión o adulteración con otras especies del género que son potencialmente muy tóxicas. Aunque no se conocen casos de intoxicación mortal, cabe evitar su consumo en los casos de afecciones hepáticas (Otero, 2001).

## Taxonomía
Ipomoea violacea fue descrita por (L.)   y publicado en Species Plantarum 1: 161. 1753.
Etimología
Ipomoea: nombre genérico que procede del griego ips, ipos = gusano y homoios = parecido, por el hábito voluble de sus tallos.
violacea: epíteto latíno que significa "de color violeta".
Sinonimia
- Calonyction grandiflorum (Jacq.) Choisy
- Calonyction jacquinii G.Don
- Calonyction tuba (Schltdl.) Colla
- Convolvulus grandiflorus Jacq.
- Convolvulus tuba Schltdl.
- Ipomoea glaberrima Bojer ex Hook.
- Ipomoea grandiflora (Jacq.) Hallier f.
- Ipomoea longiflora R.Br.
- Ipomoea macrantha Roem. & Schult.
- Ipomoea tuba (Schltdl.) G.Don[7]